# Krasimira Bogdanowa
Krasimira Nikołowa Bogdanowa z domu Georgiewa (bułg. Красимира Богданова z d. Георгиева; ur. 5 czerwca 1949 w Sofii, zm. 10 marca 1992 tamże) – bułgarska koszykarka, dwukrotna medalistka olimpijska. Była żoną Petyra Bogdanowa, bułgarskiego skoczka wzwyż.
Uczestniczka turniejów eliminacyjnych do igrzysk olimpijskich w Montrealu i Moskwie. Dwukrotna olimpijka, w 1976 zajęła wraz z drużyną narodową trzecie miejsce; Bogdanowa zdobyła na tym turnieju 19 punktów. W Moskwie w 1980 zdobyła wicemistrzostwo olimpijskie uzyskując 32 punkty.
Wielokrotna uczestniczka mistrzostw Europy. W 1967 roku zajęła czwarte miejsce na mistrzostwach Europy juniorek, trzy lata później uczestniczyła w seniorskich mistrzostwach Europy, na których Bułgaria znalazła się tuż za podium. Startowała także w Eurobasketach w 1972 (drugie miejsce), 1974 (piąte miejsce) i 1976 (trzecie miejsce).